# 潘黼
潘黼，字章甫，明朝当涂（今安徽省当涂县）人，潘庭坚的儿子。
潘黼有文才的名声，在明朝初年官至江西按察使。当时修定律令，留在朝中为议律官。律令完成，潘黼不久去世。他谨慎严肃好像父亲，文采清新典雅又超过其父。父子都以乡校显名，当时以此为荣。